# 九龙水库 (突泉)
九龙水库是中国内蒙古自治区兴安盟突泉县境内的一座水库，位于蛟流河上，建于1980年。水库正常库容为690万立方米，集雨面积为68平方千米，海拔为268米。